# سیلورستون
latitudeسیلورستونlongitudeسیلورستون
سیلورستون (به انگلیسی: Silverstone) یک روستا در انگلستان است که در نورت‌همپتون‌شر واقع شده‌است.این روستا پیست سیلورستون را دارد که باعث میشود هرساله افراد زیادی برای دیدن گرندپری بریتانیا به اینجا بیایند.

## جمعیت
سیلورستون ۱٬۹۸۹ نفر جمعیت دارد.